# Lynx (БМП)
Lynx (англ. Lynx — рись) — гусенична платформа розробки та виробництва німецької компанії Rheinmetall. Може бути сконфігурованою як бойова машина піхоти, командно-штабна машина, бойова розвідувальна машина, БРЕМ або медична машина. KF31 (нім. KF, Kettenfahrzeug — гусенична машина) вперше представлена у 2016 році на виставці Eurosatory, через два роки була показана важча версія KF41.

## Історія
Сімейство Lynx було розроблено як високо захищена гусенична броньована машина для заповнення прогалини на ринку, яку визначила компанія Rheinmetall. Lynx створено за власною ініціативою Rheinmetall для забезпечення клієнтів сучасною бойовою машиною, здатною протистояти новим загрозам від майже рівних за силою противників, водночас зберігаючи можливість проведення асиметричних операцій або миротворчих місій.
Вперше Lynx було публічно представлено в червні 2016 року у легшій конфігурації KF31.
4 червня 2018 року компанія Rheinmetall випустила пресреліз, в якому повідомила, що більша модель Lynx KF41 дебютує в двох різних конфігураціях на майбутній виставці оборони Eurosatory пізніше того ж місяця. Після презентації конфігурації бойової машини піхоти (БМП) 12 червня, машина була переналаштована на командний варіант, який показали 13 червня. Перша конфігурація включала бойову машину піхоти з новою баштою Lance 2.0, а після переобладнання на місці машину було представлено як командний варіант.
Станом на травень 2020 року Rheinmetall підтвердила, що компанія запропонувала Lynx для виконання вимог в Австралії, Чехії та США. Станом на березень 2022 року ці вимоги залишалися актуальними. Першим користувачем Lynx оголошено Угорщину 10 вересня 2020 року.
Lynx Combat Support Vehicle (CSV) було представлено 18 жовтня 2021 року. Цей варіант був розроблений для виконання вимог австралійської армії в рамках програми Land 400 Phase 3, яка передбачає близько 100 машин підтримки, здатних виконувати завдання маневреної підтримки, логістики, ремонту та евакуації. Очікувалося, що варіант CSV також буде запропонований іншим потенційним експортним клієнтам, зокрема Угорщині та США.
Lynx 120 було анонсовано компанією в лютому 2022 року. Lynx 120 — це варіант вогневої підтримки на базі платформи Lynx KF41. Він складається з корпусу Lynx KF41, оснащеного великокаліберною баштою з гарматою, створеною на основі гладкоствольної гарматної системи калібру 120 мм від Rheinmetall.

## Опис
Основним озброєнням бойової машини є башта LANCE з 30 або 35-мм гарматою та пусковою установкою для протитанкових ракет, яка може бути оснащена відповідно до вимог замовника.
БМП розроблена з використанням сучасних технологій, що підвищують захист машини (модульна броня, активні системи) та ситуаційну обізнаність.
БМП має три члени екіпажу і перевозить до 6 (KF31) або 8 (KF41) осіб десанту.
«Lynx» забезпечує захист розрахунку від різних загроз, включаючи підрив на мінах і саморобних вибухових пристроях, обстріли, касетні боєприпаси та протитанкові керовані ракети.
- Довжина БМП KF41 — 7,7 м,
- ширина — 3,6 м,
- висота — 3,3 м.

Машина оснащена двигуном Liebherr потужністю 850 кВт (1140 к.с.) і трансмісією Renk, максимальна швидкість — 70 км/год,
- запас ходу по паливу — понад 500 км.

В конфігурації з озброєною 35-мм гарматою баштою Lance 2.0, маса KF41 становить близько 44 т..

### Захист
Захист Lynx розроблений таким чином, щоб його можна було масштабувати відповідно до загрози. Балістична сталева броня машини призначена для захисту від протитанкової зброї, боєприпасів середнього калібру, осколків артилерійських снарядів і касетних боєприпасів, хоча точні характеристики залишаються засекреченими. Інтер’єр обладнаний протиосколковою підкладкою для захисту екіпажу, а також має підвішені сидіння та пакети захисту від мін і саморобних вибухових пристроїв, включаючи подвійне днище.
Стандартна конфігурація броні позначена як комплект Mounted Combat Operations (MCO) і призначена для захисту машини від противників із подібним озброєнням. Вона, як вважається, поєднує в собі передові пасивні компоненти з активними системами захисту. Другий комплект, названий Complex Urban Environment (CUE), не включає елементи активного захисту. Крім того, Lynx доступний із додатковим комплектом броні, який підходить для транспортування повітрям, що дозволяє машині відразу бути готовою до розгортання після вивантаження з транспортного літака.
Додатковий активний захист може забезпечуватися для відбиття атак із використанням кумулятивних боєголовок за допомогою системи Strike Shield APS від Rheinmetall. Також доступний широкий спектр пасивного захисту та захисних засобів, включаючи систему швидкого створення димової завіси (ROSY), систему лазерного попередження та акустичну систему виявлення пострілів. Ці системи інтегровані в башту Lance, якщо вона встановлена, разом із функціями автоматичного розпізнавання та супроводу цілей.
Система обігріву, охолодження та фільтрації від ядерних, біологічних і хімічних загроз поєднана в системі екологічного контролю, розташованій у задньому лівому спонсорі перед системою охолодження. Повітроводи ведуть до підлоги та до інтерфейсу повітропроводу на верхньому кінці корпусу.

### Озброєння
Машина, представлена на виставці Eurosatory 2016, була оснащена баштою Lance, у якій встановлена стабілізована, зовнішньопривідна автоматична гармата калібру 30 мм або 35 мм із підтримкою боєприпасів з повітряним підривом. Це дозволяє Lynx уражати цілі на відстані до 3000 метрів як у статичному стані, так і в русі. Основне озброєння має кут підвищення від +45˚ до −10˚ і контрольовану швидкість стрільби 200 пострілів за хвилину. Справа співвісно встановлено новітній кулемет Rheinmetall RMG калібру 7,62 мм, який використовує стандартні боєприпаси 7,62×51 мм НАТО та має максимальну швидкість стрільби 800 пострілів за хвилину. У разі збою живлення башта має ручне резервне управління.
Також на машину можна встановити додаткову пускову установку для протитанкових керованих ракет (ПТКР). Демонстраційна машина на Eurosatory 2016 була оснащена двозарядною пусковою установкою для протитанкових керованих ракет Spike-LR.
Варіант бойової машини піхоти (БМП) моделі KF41, представлений на Eurosatory 2018, був оснащений оновленою баштою Lance 2.0. Ця башта має гнучкі модульні місця, які встановлюються з лівого та правого боків для інтеграції різних підсистем, що забезпечують спеціалізовані можливості.
Варіант Lynx 120 для вогневої підтримки оснащений гарматою на основі гладкоствольної системи калібру 120 мм від Rheinmetall, здатною стріляти програмованими осколково-фугасними снарядами DM11. Легкий кулемет встановлено співвісно з основним озброєнням, а на задній частині даху башти за командирським панорамним прицілом встановлена дистанційно керована система із важким кулеметом калібру 12,7 мм. По обидва борти башти, за двома люками, встановлено по вісім димових гранатометів Wegmann калібру 76 мм.

## Варіанти
Сімейство гусеничних броньованих машин Lynx базується на двох основних моделях: KF31 і трохи більшій, але значно важчій KF41. Обидві моделі можна налаштовувати для виконання різних завдань, включаючи командування і контроль, розвідку, спостереження, ремонт, евакуацію або медичні операції, а також у конфігурації бойової машини піхоти.

### Kettenfahrzeug 31 (KF31)
Ця модель, вперше представлена на виставці Eurosatory 2016, має максимальну допустиму повну масу від 35 до 38 тонн, довжину 7,22 метра та вміщує екіпаж із трьох осіб плюс шість пасажирів. Машина оснащена двигуном потужністю 563 кВт (755 к.с.), що дозволяє досягати максимальної швидкості 65 км/год.

### Kettenfahrzeug 41 (KF41)
Ця модель, вперше продемонстрована на виставці Eurosatory 2018, має максимальну допустиму повну масу до 50 тонн. KF41 може вміщувати екіпаж із трьох осіб плюс вісім пасажирів. Оснащена двигуном потужністю 850 кВт (1140 к.с.) і має максимальну швидкість 70 км/год.

### Прототипи
Lynx 120 Fire Support із баштою Leonardo HITFACT Mk II.

### Інші варіанти
Станом на березень 2022 року представлені варіанти включають:
Lynx 120, вперше показаний у лютому 2022 року.
Lynx Combat Support Vehicle, вперше показаний у жовтні 2021 року.
Конфігурація APC/командної машини, показана як машина для нічних операцій KF41 на виставці Eurosatory 2018.
Варіанти, які заявлено на розробку (для Угорщини):
- Машина з мінометом калібру 120 мм.
- Санітарна машина.
- Машина управління (C2/C3).
- Варіант ППО з гарматою.
- Інші варіанти, такі як машини логістичного забезпечення та транспортери боєприпасів, будуть розроблені в разі отримання контрактів.

## Порівняння з іншими серійними БМП
|                                        | Німеччина Lynx                                   | Сінгапур Hunter AFV           | Німеччина Puma                  | Південна Корея K21        | Ізраїль Намер               | КНР ZBD-04                        |
| -------------------------------------- | ------------------------------------------------ | ----------------------------- | ------------------------------- | ------------------------- | --------------------------- | --------------------------------- |
| Зовнішній вигляд                       |                                                  |                               |                                 |                           |                             |                                   |
| Рік прийняття на озброєння             | 2022                                             | 2019                          | 2015                            | 2009                      | 2008                        | 2004                              |
| Бойова маса, т                         | 44                                               | 29,5                          | 31,45-43                        | 25,6                      | 60                          | 20/24                             |
| Екіпаж                                 | 3                                                | 3                             | 3                               | 3                         | 3                           | 3                                 |
| Десант                                 | 8                                                | 8                             | 6                               | 9                         | 8                           | 7                                 |
| Активний захист                        | StrikeShield                                     | немає                         | КОЕП MUSS та EADS               | так                       | Trophy                      | немає                             |
| Динамічний захист                      | так                                              | немає                         | ERA CLARA Dynamit Nobel Defence | так                       | так                         | VN-12                             |
| Захищеність лоба, STANAG 4569 Рівень   | 6                                                | 5                             | від 45-мм (ОПС)                 | 6                         | танкова                     | 6                                 |
| Захищеність бортів, STANAG 4569 Рівень | 4                                                | 4                             | 6                               | 4                         | танкова                     | 4                                 |
| Протимінний захист, STANAG 4569 Рівень | 4b                                               | 4b                            | 4b                              | 4b                        | 4b                          | 4                                 |
| Автоматична гармата, мм                | 35                                               | 30                            | 30                              | 40                        | 30                          | 100 і 30                          |
| Боєкомплект, пострілів                 | 200                                              | 200                           | 400                             | 200                       | н/д                         | 30-40 і 500                       |
| Швидкострільність, пост./хв            | 200                                              | 300                           | 200-700                         | 300                       | н/д                         | 10 і 300                          |
| ПТРК                                   | Spike                                            | Spike-LR2                     | Spike-LR                        | Raybolt                   | Spike-MR                    | HJ-9                              |
| Кулемети                               | 7,62 мм                                          | 7,62 мм                       | 1×5,56-мм MG4                   | 7,62 мм                   | 7,62 мм                     | 7,62 мм/5,8 мм QJT-88             |
| Додаткове озброєння                    | СДГ                                              | СДГ                           | СДГ                             | СДГ                       | СДГ, 60-мм міномет          | СДГ                               |
| Потужність двигуна, к. с.              | 1470                                             | 720                           | 1088                            | 840                       | 1200                        | 590/670                           |
| Питома потужність, к. с./т             | 33,4                                             | 24,4                          | 25,3-34,6                       | 32,8                      | 20                          | 29,5/27,9                         |
| Максимальна швидкість, км/год          | 65                                               | 70                            | 70                              | 70                        | 60                          | 65/75                             |
| Запас ходу по шосе, км                 | 600                                              | 500                           | 600                             | 450                       | 500                         | 500                               |
| Прохідний брід, м                      | 1,2                                              | 1,2                           | 1,2, плаває (у ранніх версіях)  | плаває                    | 1,2                         | плаває                            |
|                                        | Австрія/ Іспанія ( Велика Британія) ASCOD (Ajax) | Сінгапур Bionix AFV           | Італія Dardo                    | Швеція CV90               | Японія Тип 89               | Росія БМП-3                       |
| Зовнішній вигляд                       |                                                  |                               |                                 |                           |                             |                                   |
| Рік прийняття на озброєння             | 2002                                             | 1999                          | 1998                            | 1993                      | 1989                        | 1987                              |
| Бойова маса, т                         | 26,3-28(38-42)                                   | 23-24,8                       | 23,4-25,8                       | 23–35                     | 26,5                        | 18,7-22,7                         |
| Екіпаж                                 | 3                                                | 3(2)                          | 3                               | 3                         | 3                           | 3                                 |
| Десант                                 | 8                                                | 7(9)                          | 6                               | 8                         | 7                           | 7                                 |
| Активний захист                        | немає                                            | н/д                           | немає                           | Iron Fist                 | н/д                         | КОЕП ТШУ-2 «Штора-1», Арена       |
| Динамічний захист                      | SABBLIR                                          | н/д                           | немає                           | від Rafael                | н/д                         | Кактус                            |
| Захищеність лоба, STANAG 4569 Рівень   | 6                                                | 3                             | 5                               | 6                         | 4                           | 6                                 |
| Захищеність бортів, STANAG 4569 Рівень | 4                                                | 2                             | 4                               | 6                         | 3                           | 2                                 |
| Протимінний захист, STANAG 4569 Рівень | 4                                                | 3                             | 4                               | 3                         | 3                           | 4                                 |
| Автоматична гармата, мм                | 30(40)                                           | 30                            | 25                              | 35(40)                    | 35                          | 100 і 30                          |
| Боєкомплект, пострілів                 | 200 + 205 в корпусі                              | 180                           | 200                             | 300(232, в магазині - 24) | 300                         | 40 (22 в автоматі заряджання)/500 |
| Швидкострільність, пост./хв            | 770(200)                                         | 200                           | 600                             | 200(330)                  | 200                         | 10/330                            |
| ПТРК                                   | Spike (FGM-148 Javelin)                          | немає                         | TOW                             | Spike                     | немає                       | 9K116-3 «Басня»                   |
| Кулемети                               | 7,62 мм                                          | 2 × 7,62-мм                   | 2 × 7,62-мм                     | 7,62 мм                   | 7,62 мм                     | 3 × 7,62-мм ПКТ                   |
| Додаткове озброєння                    | СДГ                                              | СДГ                           | СДГ                             | СДГ                       | СДГ                         | СДГ                               |
| Потужність двигуна, к. с.              | 600-720(805)                                     | 660                           | 512                             | 750                       | 600                         | 550                               |
| Питома потужність, к. с./т             | 21,4-27,4 (19,2-21,2)                            | 22,2-23,9                     | 19,8-21,9                       | 21,4-32,6                 | 22,6                        | 29-35,3                           |
| Максимальна швидкість, км/год          | 70                                               | 65                            | 70                              | 70                        | 60                          | 70                                |
| Запас ходу по шосе, км                 | 500                                              | 500                           | 600                             | 450                       | 400                         | 600                               |
| Прохідний брід, м                      | 1,2                                              | 1,2                           | 1,5                             | плаває                    | 1,4                         | 1,2                               |
|                                        | Аргентина VCTP                                   | Велика Британія Warrior       | США M2 Bradley                  | Франція AMX-10P           | Німеччина Marder            |                                   |
| Зовнішній вигляд                       |                                                  |                               |                                 |                           |                             |                                   |
| Рік прийняття на озброєння             | 1987                                             | 1987                          | 1981                            | 1973                      | 1971                        |                                   |
| Бойова маса, т                         | 22,5                                             | 25,4                          | 21,3-34,25                      | 14,2                      | 33,5                        |                                   |
| Екіпаж                                 | 3                                                | 3                             | 3                               | 3                         | 3                           |                                   |
| Десант                                 | 10                                               | 7                             | 7                               | 8                         | 6                           |                                   |
| Активний захист                        | н/д                                              | немає                         | Iron Fist                       | немає                     | немає                       |                                   |
| Динамічний захист                      | н/д                                              | немає                         | BRAT                            | немає                     | немає                       |                                   |
| Захищеність лоба, STANAG 4569 Рівень   | 4                                                | 5                             | 6                               | 2                         | 4                           |                                   |
| Захищеність бортів, STANAG 4569 Рівень | 3                                                | 4                             | 3                               | 2                         | 3                           |                                   |
| Протимінний захист, STANAG 4569 Рівень | 4                                                | 4                             | 4                               | 2                         | 3b                          |                                   |
| Автоматична гармата, мм                | 20                                               | 30                            | 25                              | 20                        | 20                          |                                   |
| Боєкомплект, пострілів                 | 1400                                             | 250                           | 900                             | 800                       | 1250                        |                                   |
| Швидкострільність, пост./хв            | 880-1030                                         | 90                            | 200                             | 740                       | 1000                        |                                   |
| ПТРК                                   | немає                                            | немає                         | TOW                             | немає                     | немає                       |                                   |
| Кулемети                               | 2 × 7,62-мм FN MAG 60,40                         | 7,62 мм                       | 7,62 мм, 12,7 мм                | 7,62 мм АА-52             | 7,62 мм                     |                                   |
| Додаткове озброєння                    | СДГ                                              | СДГ                           | СДГ                             | СДГ                       | СДГ                         |                                   |
| Потужність двигуна, к. с.              | 450                                              | 550                           | 600                             | 275                       | 600                         |                                   |
| Питома потужність, к. с./т             | 16,7                                             | 21,65                         | 17,5-28,2                       | 19,4                      | 17,9                        |                                   |
| Максимальна швидкість, км/год          | 80                                               | 70                            | 54-66                           | 65                        | 70                          |                                   |
| Запас ходу по шосе, км                 | 500                                              | 660                           | 500                             | 600                       | 500                         |                                   |
| Прохідний брід, м                      | 1,2                                              | плаває (з понтонними бортами) | 1,2, плаває (у ранніх версіях)  | плаває                    | 1,0, плаває (базова версія) |                                   |

## Оператори

### Угорщина
У вересні 2020 року було підписано контракт з німецьким концерном Rheinmetall, на понад 2 млрд євро, щодо придбання 218 бойових машин піхоти Lynx KF41 та дев'яти броньованих ремонтно-евакуаційних машин (БРЕМ) Buffalo, що передбачає локалізацію виробництва БМП. Замовлені БМП матимуть комплекси активного захисту Rheinmetall Strike Shield. На обладнання придбаних машин комплексами активного захисту виділено 140 млн євро. З 1990-х Угорщина не використовувала гусеничних БМП, натомість основний парк її техніки складають близько 400 БТР-80 і БТР-80А, переданих Росією в 90-х за борги. На заміну цих машин і закупляються Lynx.
Першу серійну KF41 Lynx Збройні сили Угорщини отримали в жовтні 2022 року.

### Україна
9 лютого 2023 року стало відомо, що Rheinmetall проводить перемовини з Україною з приводу закупівлі даних БМП і танків Panther KF51.
2 грудня 2023 стало відомо що Rheinmetal має намір виготовляти ці БМП в Україні. 5 грудня 2023 року стало відомо, що виробництво в Україні може стати можливим з літа 2024 року для Fuchs та з літа 2025 року для Lynx. Орієнтовано, при виробництві на потужностях українського ОПК вартість однієї KF41 Lynx складе 10 мільйонів євро.
7 січня 2025 року стало відомо, що перша KF41 Lynx вже в Україні. Про це виданню Frankfurter Allgemeine Zeitung заявив генеральний директор компанії Армін Паппергер.

## Галерея

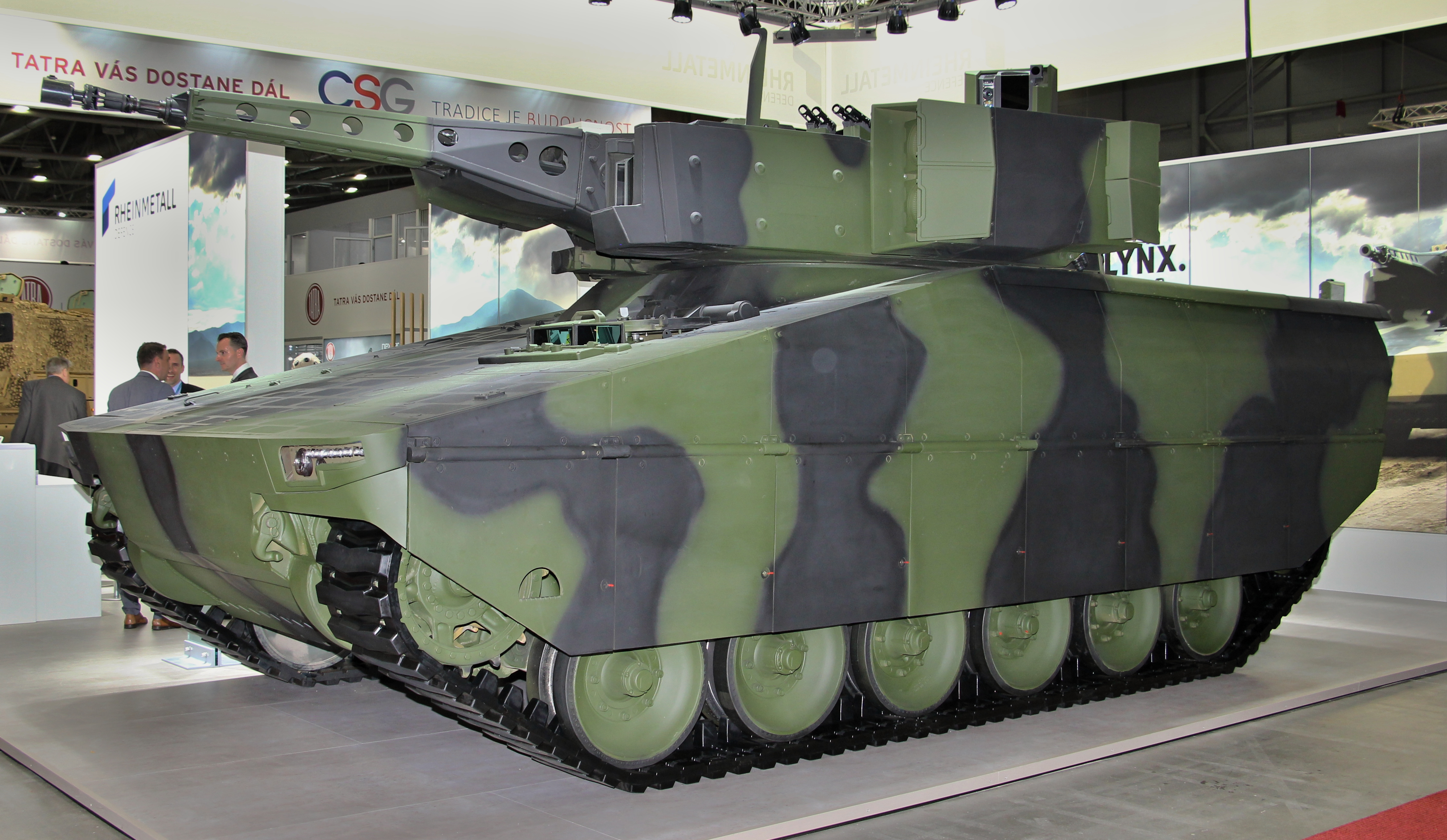
KF31
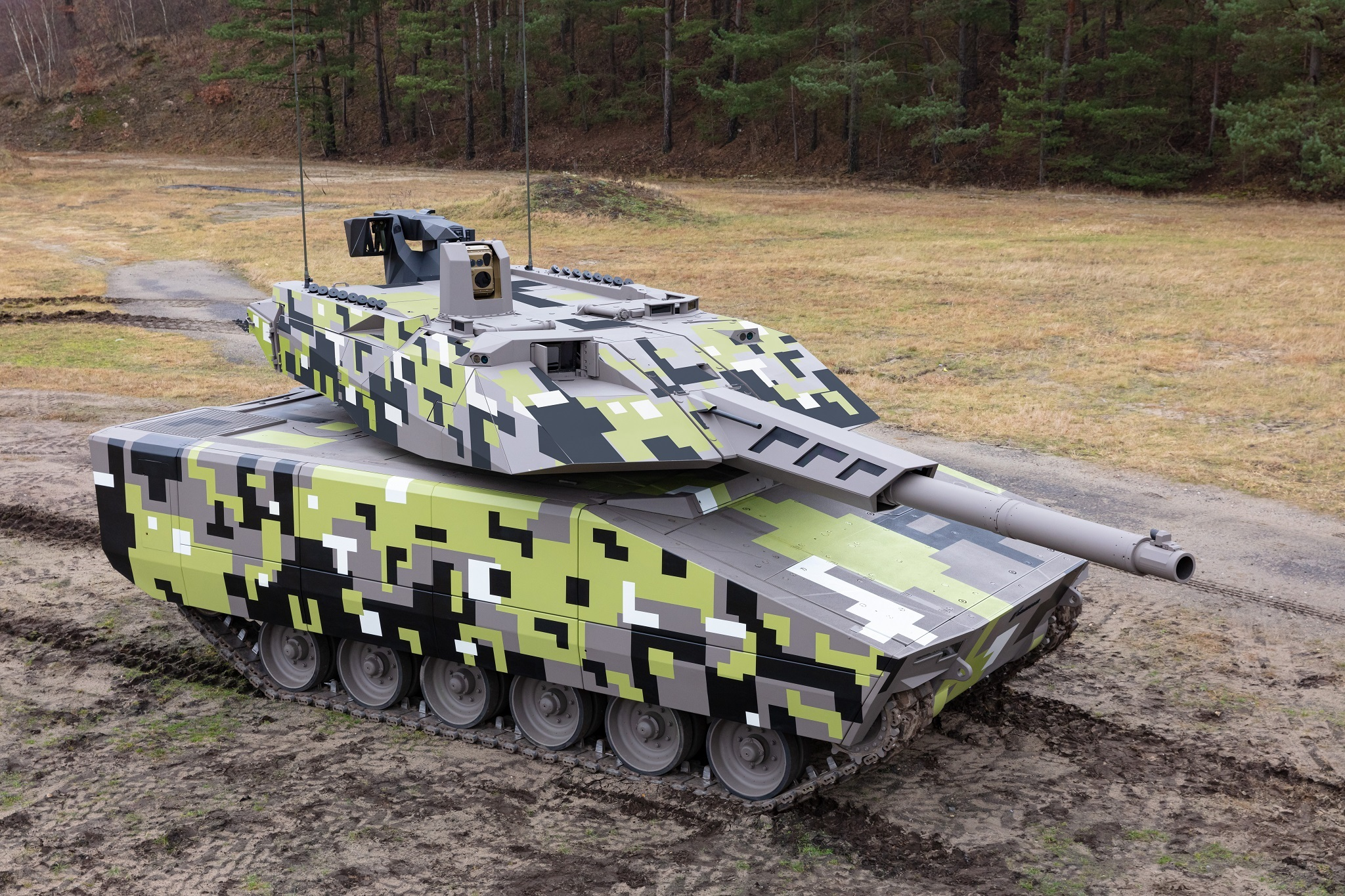
Lynx 120 — варіант вогневої підтримки платформи Lynx KF41, на якій встановлена башта з великокаліберною 120-мм танковою гарматою
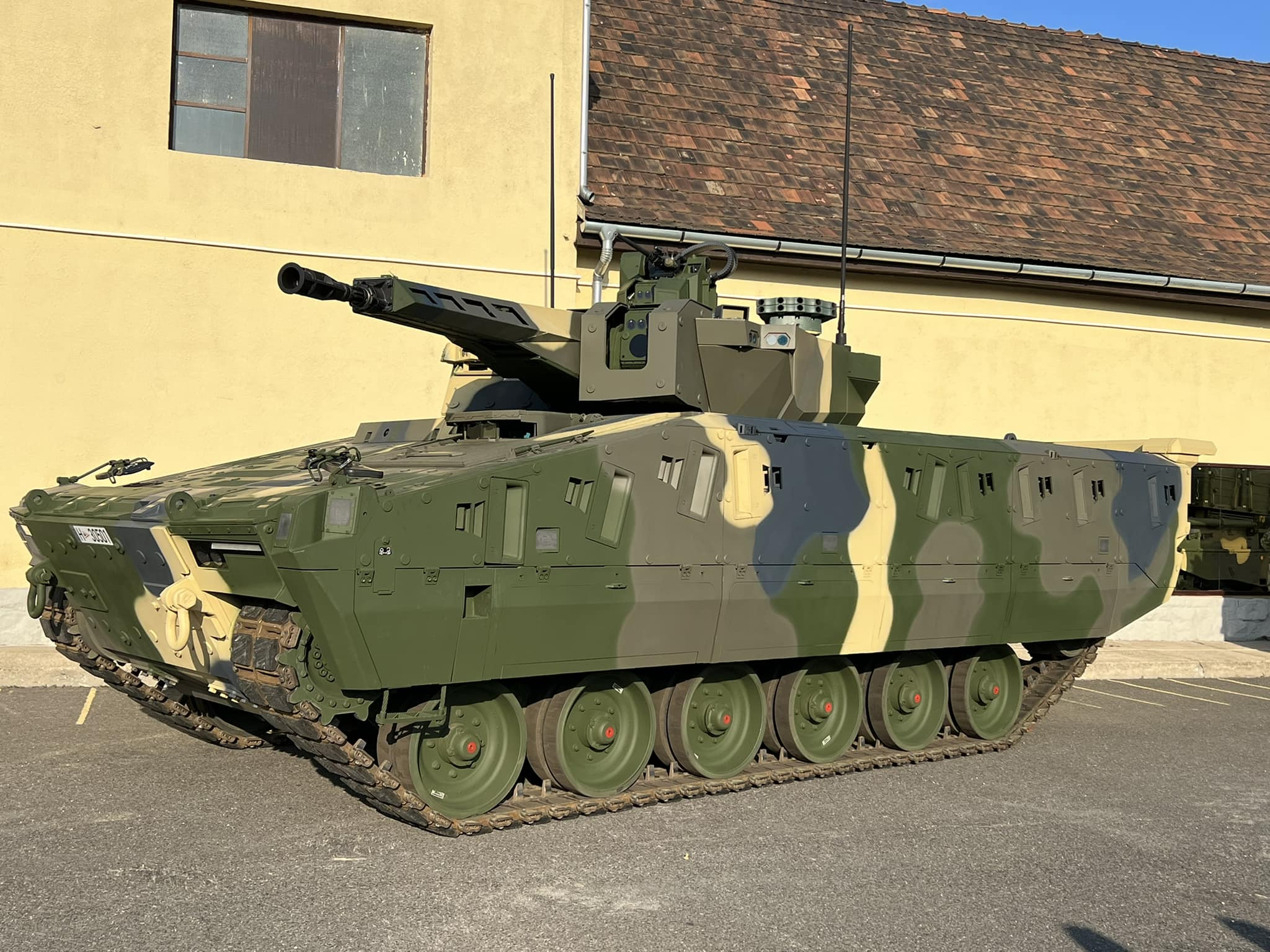
Перший серійний Lynx KF41 в камуфляжі угорської армії
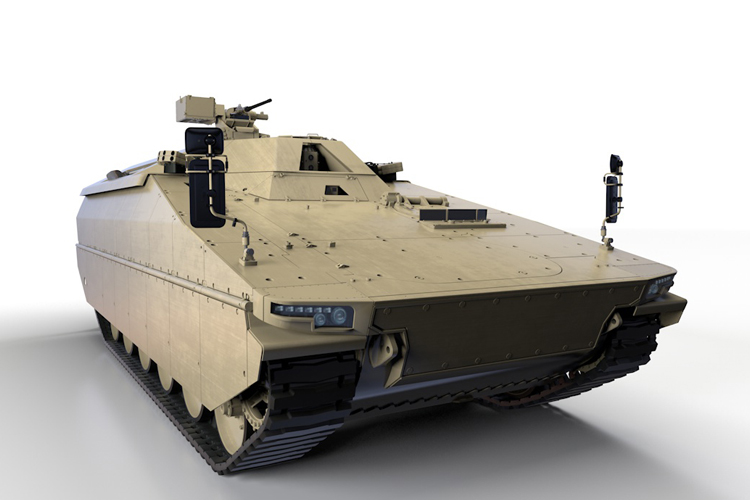
Lynx в конфігурації гусеничного бронетранспортера (БТР)
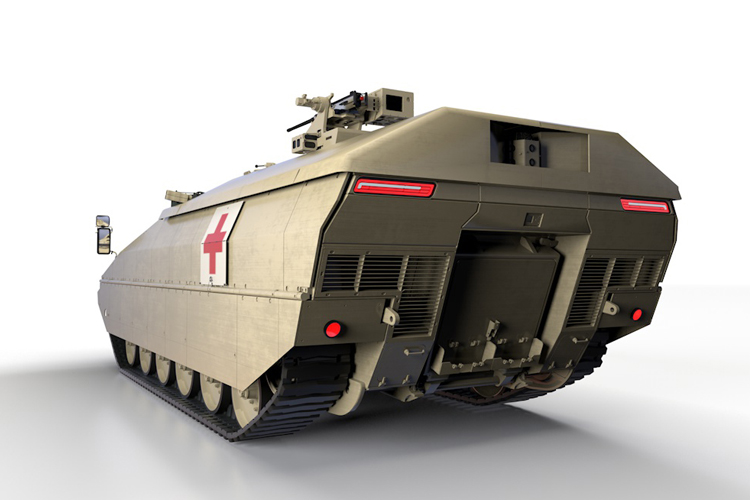
Lynx у конфігурації машини медичної допомоги